# Guillaume de Braquemont
Pour les articles homonymes, voir Braquet (homonymie).
 (juillet 2016).
Guillaume Ier de Braquemont (ou Bracquemont), dit « le Braquet de Braquemont », est seigneur de Braquemont, de Sedan et de Florainville.

## Biographie
Il est le fils de Renaud II de Braquemont et le frère ainé de Robert de Bracquemont. Pendant la Guerre de Cent Ans, il sert les rois de Navarre. Pardonné par le roi de France Jean II en 1360, il se met ensuite au service des rois de France et des duc d'Orléans. Il les sert en tant que conseiller et chambellan du Roi en 1372. Il sert aussi dans l'armée dans la compagnie du seigneur de la Rivière qui est sous les ordres du Duc de Bourgogne. 
Il sert en Normandie et en Picardie avec une compagnie de quatre chevaliers et cinquante-six écuyer en 1386. En  garnison avec sa  compagnie à L'Écluse en 1387, il sert le Roi en Guyenne. Il est le fidèle partisan et lieutenant du duc d'Orléans puis son Gouverneur en mars 1403 au duché de Luxembourg et au comté de Chiny. En 1404, il rachète la seigneurie de Sedan après la mort de Jean de Barbençon. 
Alors qu'il défend Harfleur en 1415, il est fait prisonnier et cette même année il devient conseiller du roi et du dauphin.

## Famille
Il épouse en 1384 Marie de Camprémy et aura plusieurs enfants :
- Louis (?-1424) ;
- Guillaume II (?-?), épouse Jeanne d'Harcourt-Bonnétable, dont postérité ;
- Marie (1380-1415). Elle épouse Évrard II de La Marck-Arenberg dont postérité qui forme la dynastie des seigneur de Sedan de La Marck ;
- Robine (?-?), épouse de Jean de Becquencourt ;
- Marguerite (?-?), épouse Jean V Tyrel de Poix ;
- N « Braquet » (?-?).